# 腕頭動脈
腕頭動脈（わんとうどうみゃく、brachiocephalic trunk）は、大動脈弓から最初に分枝し、右の胸鎖関節の後ろで右腕への右鎖骨下動脈と頭への右総頚動脈に2分枝するまでの血管。脳梗塞では腕頭動脈起始部に強度な狭窄がみられることもある。